# AFI
AFI (A Fire Inside) je ameriška punk rock skupina, ki je nastala leta 1991 v Ukiah, Kalifornija. 
Njeno prvotno zasedbo so sestavljali Davey Havok (vokal), Mark Stopholese (kitara), Vic Chalker (bas kitara) in Adam Carson (bobni). Bas kitarista Chalkerja je kasneje zamenjal Geoff Kresge. Nekdaj ulična punk rock skupina z rahlimi pop prizvoki, se je v zadnjih letih ustvarjanja obogatila z goth zvoki, občasno tudi z nekaj techno prijemi.
Skupina naj bi nastala, ko je bilo članom dolgčas pri malici. Adam in Davey sta oba igrala v šolskem nogometnem moštvu, in Adam je igral na bratove bobne. Havok je pel v šolskem pevskem zboru. Po tem, ko so odigrali nekaj koncertov, so skupino razpustili, ker so odšli študirat na različne univerze, med drugim tudi na kalifornijski univerzi Berkeley (tam je Havok študiral angleščino in psihologijo) in Santa Barbara. Ko pa so se ponovno združili in odigrali zelo uspešen koncert, so pustili šolo in se odločili, da bodo ves čas posvetili igranju v skupini. Izdali so nekaj neodvisno narejenih kratkih albumov in navsezadnje njihov prvi album Answer That and Stay Fashionable leta 1995. Po izdaji njihovega drugega albuma Very Proud of Ya leta 1996, je skupino zaradi osebnih razlogov zapustil bas kitarist Geoff Kresge. Njihov trenutni bas kitarist Hunter Burgan se jim je pridružil za promocijsko turnejo albuma Very Proud of Ya. V tem času je igral tufi v skupini The Force, odkar pa igra pri AFI, pa se udejstvuje še v dveh projektih: he Frisk in Hunter Revenge. Kmalu po tem, ko je skupini pomagal posneti njihov tretji album Shut Your Mouth and Open Your Eyes, je postal član skupine. Od takrat pa do danes si je skupina pridobila mnogo zvestih privžencev in je obravnavana kot ena boljših rock skupin devetdesetih letih 20. stoletja.
Po končanem snemanju kratkega albuma A Fire Inside leta 1998, je skupino zapustil kitarist Mark, ki ga je zamenjal Jade Puget (prej je igral v Redemption 87 in Loose Change). Jade je bil kritičen del v oblikovanju zvoka skupine na prihajajočih albumih. Njihov naslednji album Black Sails in the Sunset (izdan leta 1998, pri založbi Nitro) je bil prelomnica v njihovi glasbi. Na albumih, ki so sledili (All Hallow's, The Art of Drowning) je bil še vedno zelo prisoten punk zvok, vendar pa so besedila postala bolj gothsko usmerjena. Popolnoma pa je z izdajo njihovega najnovejšega albuma Sing the Sorrow (založba DreamWorks, 11. marec, 2003) iz njihove glasbe izginila punk agresivnost, ki jo je nadomestilo bolj čustveno izvajanje besedil. Mnogi starejši oboževalci so prepričani, da je odsev njihovi trenutnih oboževalcev, ki nimajo več punk rockerske volje (in agresije).
Skupino na koncertih spremljajo zvesti oboževalci iz oboževalskega kluba Despair Faction (udeležuejejo se vseh AFI koncertov v njihovi okolici).

## Diskografija
- Dork EP, 1993
- Behind The Times EP, 1993
- Eddie Picnic's All Wet Psnetki v živo EP, 1994
- Fly In The Ointment EP, 1995
- Answer That and Stay Fashionable, 1995, ponovno izdan leta 1997
- Very Proud of Ya, 1996
  - "He Who Laughs Last...", 1996, single
- Shut Your Mouth and Open Your Eyes, 1997
  - "Third Season", 1997, single
- A Fire Inside EP, 1998
- Black Sails EP, 1999
- Black Sails in the Sunset, 1999
- All Hallow's, EP 1999
  - "Totalimmortal", 1999, single
- The Art of Drowning, 2000
  - "The Days Of The Phoenix", 2000, single
- Days Of The Phoenix, 2001
- 336/Now The World EP, 2002
- Sing the Sorrow, 2003
- Sing the Sorrow Special Edition. Knjiga, CD, in DVD
  - "Girl's Not Grey", 2003, single
  - "The Leaving Song Pt. 2", 2003, Singles
  - "Silver And Cold", 2003, single
  - "Bleed Black", 2004, single
- AFI, kompilacija, 2. november, 2004
- Decemberunderground, 2006
- Crash Love, 2009